# Людден, Зигфрид
Зигфрид Людден (нем. Siegfried Lüdden; 20 мая 1916, Нойбранденбург, Штаргард — 13 января 1945, Киль) — немецкий офицер-подводник, фрегатен-капитан (посмертно, 18 марта 1945 года).

## Биография
10 сентября 1936 года поступил на флот кадетом. 1 октября 1938 года произведен в лейтенанты. Первые годы служил в ВВС.

## Вторая мировая война
В апреле 1940 года переведен в подводный флот. После недолгой службы на подлодке U-141 занимал пост адъютанта штаба флотилии.
5 августа 1942 года назначен командиром подлодки U-188, на которой совершил 3 похода (проведя в море в общей сложности 356 суток). Во время первого похода 11 апреля 1943 года потопил британский эсминец «Беверли». Во втором походе совершил плавание в Пенанг, а затем в Сингапур, откуда забрал около 100 тонн стратегического груза и доставил его во Францию в июне 1944 года.
27 сентября 1944 года награждён Рыцарским крестом Железного креста.
9 августа 1944 года переведен на берег. Погиб на судне-общежитии «Дарессалам» во время пожара.
Всего за время военных действий Людден потопил 9 судов общим водоизмещением 50 915 брт и повредил 1 судно водоизмещением 9977 брт.